# 黒部市立荻生小学校
黒部市立荻生小学校（くろべしりつ おぎゅうしょうがっこう）は富山県黒部市にある公立小学校。

## 沿革
戦前
- 1873年9月20日[注 1] - 『第六大学区第九中学区第四十三番小学校』として創立[2]。
- 1877年 - 将就小学校と称す（荻生小沿革史より。名称は1874年時点以前より使用）[2]。同年2月、新校舎（間口8間9尺（約17.2m）、奥行6間（約10.8m）、2階建て）が起工し、同年10月に完成[3]。
- 1887年4月 - 荻生簡易小学校と改称[4]。
- 1892年10月 - 将就尋常小学校と改称[4]。
- 1895年
  - 4月 - 荻生尋常小学校と改称[4]。
  - 10月20日 - 校舎増築工事起工[5]。
- 1896年2月 - 校舎増築（間口4間（約7.2m）、奥行6間4尺（約12m））落成[5]。
- 1908年 - 校舎（平屋5.5間☓16.5間）2棟新築[4]。
- 1922年 - 高等科、農業補修学校併設[4]。
- 1928年 - 講堂新築（8間☓15間）、校舎増築（2階建5.5間☓16.5間）[4]。
- 1929年2月 - 校章制定[4]。校旗樹立[6]。
- 1940年2月 - 『桜井町立荻生尋常高等小学校』と改称[4]。
- 1941年4月 - 『桜井町立荻生国民学校』と改称[4]。
- 戦時中 - 東京北蒲国民学校86名の疎開学童受入。音楽室増築[4]。

戦後
- 1947年4月 - 『桜井町立荻生小学校』と改称[7]。
- 1950年9月 - 脱脂粉乳によるミルク給食開始[7]。
- 1953年11月 - 冬季間給食実施[7]。校歌制定[4]。
- 1954年
  - 4月 - 『黒部市立荻生小学校』と改称[7]。
  - 12月 - 南側の平屋4教室を除去し、北側に木造2階建て4教室増築[7]。
- 1955年
  - 1月 - 校舎増築（2階建5.5間☓12間）[4]。
  - 8月 - 1908年建築の旧校舎を撤去しグラウンドを拡張[4][7]。
  - 同年中 - 通年の完全給食を実施[7]。
- 1958年3月 - テレビによる視聴覚教室を導入[7]。
- 1962年4月 - 幼児学級1学級併設[7]。
- 1964年
  - 4月 - 黒部市立荻生幼稚園設置[4]。
  - 10月 - 講堂改築[4]。
- 1968年4月 - 併設荻生幼稚園廃止、国旗掲揚塔新設[4]。
- 1970年
  - 4月 - 特殊学級設置[4]。
  - 12月 - 鉄筋校舎3階建1期（普通教室）工事開始[7]。
- 1971年7月 - 鉄筋校舎第1期工事竣工[4]。
- 1972年
  - 3月 - 鉄筋校舎第2期工事（特別教室）竣工[7]。
  - 8月 - 旧校舎跡を整地しグラウンドを拡張[7]。
- 1974年11月 - 記念碑『将就』建立[4]。
- 1977年7月 - プール竣工（25m×15m、9m×7m）[7]。
- 1978年8月 - 運動場拡張[4]。
- 1980年3月 - 体育館竣工[7]。
- 1981年12月 - 西側三教室増築[4]。
- 1983年8月 - 花壇・スキー山造成[4]。
- 1985年9月 - 運動場整備（直線100ｍコース）[4]。
- 1986年9月 - 防球ネット・バックネット新設[4]。
- 1993年9月 - 体育館外壁防水工事[4]。
- 1996年9月 - 国旗掲揚塔の新設(ポール3本)[4]。
- 1998年9月 - 校舎内の大規模改造工事（普通教室）[4]。
- 2000年
  - 3月 - ランチルーム竣工[7]。
  - 9月 - 校舎内の大規模改造工事（特別教室）[4]。
- 2014年1月 - 体育館の耐震補強・大規模改造工事完了[4]。
- 2015年5月 - 大プールの改修工事完了[4]。
- 2016年3月 - 校門の改修工事完了[4]。
- 2017年6月 - 各教室エアコン設置工事完了[4]。
- 2018年7月 - プールシャワー取り付けブロック外壁工事完了[4]。
- 2021年3月 - 校内LAN工事完了および児童用タブレット端末整備[4]。

## 通学区域
荻生(新堂、上野、西小路、沖、五郎八、栗林、中村、長正寺、寺坪、大橋、長屋、荒井野)

## 進学先
- 黒部市立明峰中学校